# 34277 Davidxingwu
34277 Davidxingwu è un asteroide della fascia principale. Scoperto nel 2000, presenta un'orbita caratterizzata da un semiasse maggiore pari a 2,9420287 au e da un'eccentricità di 0,0982081, inclinata di 2,58324° rispetto all'eclittica.